# Beaminster
Beaminster – miasteczko w południowej Anglii, położone w hrabstwie Dorset, w dystrykcie (unitary authority) Dorset. W 2001 roku miasto liczyło 2791 mieszkańców.

## Współpraca
- Saint-James, Francja